# Mr. Iglesias
Mr. Iglesias é uma série de televisão de comédia que estreou na Netflix no dia 21 de junho de 2019. A série é estrelada por Gabriel Iglesias produtor executivo ao lado de Kevin Hench, Joe Meloche e Ron DeBlasio.
Em junho de 2020, foi anunciado o cancelamento da série.

## Premissa
Mr. Iglesias segue "um bom professor de ensino médio público que trabalha em sua alma mater. Ele assume o ensino de crianças superdotadas mas desajudadas, não só para evitar que elas sejam "aconselhadas" por um assistente de burocrata, mas também para ajudar eles desbloquear todo o seu potencial".

## Elenco

### Elenco principal
- Gabriel "Fluffy" Iglesias como Gabe Iglesias, um professor de História engraçado na escola Woodrow Wilson em Long Beach (Califórnia)
- Sherri Shepherd como Paula Madison, a diretora de Woodrow Wilson
- Jacob Vargas como Tony Ochoa, professor de história na Woodrow Wilson High e melhor amigo de Gabe
- Maggie Geha como Abigail "Abby" Spencer, a novata professora de história da Woodrow Wilson High
- Richard Gant como Ray Hayward, o antigo professor de Gabe e Tony que ainda trabalha na Woodrow Wilson High
- Cree Cicchino como Marisol Fuentes, a aluna favorita de Gabe que é inteligente. Ela também trabalha três empregos. Ela é viciada em frango
- Fabrizio Zacharee Guido como Mikey Gutierrez, um aluno de Gabe que tem uma queda por Marisol

### Elenco recorrente
- Oscar Nunez como Carlos Hernández, o assistente do diretor da Woodrow Wilson High que sempre tenta expulsar os alunos que julga serem menos eficientes
- Tucker Albrizzi como Walt, um dos alunos não tão brilhantes de Gabe
- Coy Stewart como Lorenzo, um dos alunos de Gabe, que geralmente se senta ao lado de Walt
- Gloria Aung como Grace, uma das alunas inteligentes de Gabriel que usa o computador para falar porque se sente desconfortável falando em público
- Bentley Green como Rakeem Rozier, a estrela de Running back que voltou recentemente da aula de Abby para a aula de Gabe na Woodrow Wilson High
- Kathryn Feeney como Katie, uma garçonete no restaurante DeBlasio's, onde é o ponto de encontro dos professores
- Christopher McDonald como treinador Dixon da Woodrow Wilson High

### Elenco convidado
- Brooke Sorenson como Whitney
- Megyn Price como Jessica, um membro do grupo de reuniões Alcoólicos Anônimos que Gabe vai e a mãe de Walt
- Chris Garcia como Sr. Gomez
- Jesus Trejo as Mr. Trujillo
- Ron Pearson como Jim, o zelador da escola que pode fazer malabarismos
- Joel McHale como Danny, noivo de Abby

## Episódios
| N.º | Título                         | Dirigido por            | Escrito por          | Lançamento          |
| --- | ------------------------------ | ----------------------- | -------------------- | ------------------- |
| 1   | "Some Children Left Behind"    | Andy Ackerman           | Kevin Hench          | 21 de junho de 2019 |
| 2   | "Summer School"                | Leonard R. Garner Jr.   | Luisa Leschin        | 21 de junho de 2019 |
| 3   | "Full Hearts, Clear Backpacks" | Phill Lewis             | Isaac Gonzalez       | 21 de junho de 2019 |
| 4   | "The Wagon"                    | Phill Lewis             | Peter Murrieta       | 21 de junho de 2019 |
| 5   | "Everybody Hates Gabe"         | Leonard R. Garner Jr.   | Sam Sklaver          | 21 de junho de 2019 |
| 6   | "Bullying"                     | Victor Gonzalez         | Jacque Edmonds Cofer | 21 de junho de 2019 |
| 7   | "Talent Show"                  | Trevor Kirschner        | Julia Ahumada Grob   | 21 de junho de 2019 |
| 8   | "Teachers' Strike"             | Jody Margolin Hahn      | Aaron Serna          | 21 de junho de 2019 |
| 9   | "Oh Boy, Danny"                | Jody Margolin Hahn      | Chris Garcia         | 21 de junho de 2019 |
| 10  | "Academic Decathlon"           | Gloria Calderón Kellett | D.J. Ryan            | 21 de junho de 2019 |

## Produção
Em 26 de abril de 2018, a Netflix anunciou que havia dado à produção uma ordem de série para uma primeira temporada consistindo em dez episódios. Os produtores executivos foram definidos para incluir Gabriel Iglesias e Kevin Hench. Em 17 de agosto de 2018, foi anunciado que Joe Meloche e Ron DeBlasio estavam se juntando à série como produtores executivos e que Peter Murietta, Luisa Leschin e Sam Sklavar atuariam como produtores co-executivos.
No dia 24 de abril de 2019 foi anunciado que a série estrearia no dia 21 de junho de 2019.

### Escolha de elenco
Juntamente com o anúncio da ordem inicial da série, confirmou-se que Gabriel Iglesias iria estrelar a série. Em 17 de agosto de 2018, foi anunciado que Jacob Vargas, Maggie Geha e Cree Cicchino haviam sido escalados como regulares da série. Em setembro de 2018, foi relatado que Richard Gant e Sherri Shepherd haviam sido escalados em papéis principais e que Tucker Albrizzi apareceria em uma capacidade recorrente.. Em outubro de 2018, foi anunciado que Fabrizio Guido havia se juntado ao elenco em um papel regular na série e que Megyn Price e Coy Stewart haviam sido escaladas como personagens recorrentes.

## Recepção
O site de agregação de revisão Rotten Tomatoes fornece uma aprovação de 80% de 5 comentários.